# Друэн де Люис, Эдуар
Эдуар Друэн де Люис (фр. Édouard Drouyn de Lhuys; 19 ноября 1805, Париж — 1 марта 1881, там же) — французский дипломат, политик и государственный деятель; четыре раза (с перерывами) занимал пост министра иностранных дел Франции.

## Биография
Во время июльской монархии был поверенным в делах в Мадриде, потом членом палаты депутатов, где выступил против политики Франсуа Гизо. После февральской революции во Франции, будучи членом сначала учредительного, потом законодательного собрания, он всегда вотировал с правой.
Став министром иностранных дел в первом кабинете Луи-Наполеона, Друэн де Люис поддерживал политику президента против Римской республики и стоял за восстановление папской власти.
В 1849 году, передав свой портфель Токвилю, он отправился послом в Лондон, но вскоре возвратился назад и получил прежнее место, сменив Жана-Эрнеста Дюко де Лаитта, которое 24 января 1851 года передал Анатолю Бренье де Ренодьеру. 28 июля 1852 года он вновь стал главой МИД следом за Луи-Феликсом-Этьеном де Тюрго.
Способствовал заключению союза Франции и Великобритании против Российской империи; был одним из французских уполномоченных на Венской конференции 1855 года. Сочувствие, выказанное им вместе с лордом Росселем мирным предложениям Австрии, не встретило одобрения Наполеона III, и Люйс по возвращении передал свой портфель графу Александру Колонна-Валевскому, оставив даже должность сенатора. Для оправдания своего образа действий в восточном вопросе он в 1858 году издал труд под заглавием «Histoire diplomatique de la crise orientale etc.».
Когда в октябре 1862 года министр иностранных дел Эдуар-Антуан Тувенель получил отставку вследствие того, что вопреки намерению императора грозил папе римскому Пию IX отзывом французских войск из Рима, и Эдуар Друэн де Люис занял его место. От него ожидали недружелюбного отношения к Италии; но, исполняя волю императора, он подписал торговый трактат между Италией и Францией и даже соглашение (1864), которым решено было отозвать французские войска из итальянской столицы.
Во время Австро-прусско-датской войны он уклонился от содействия Дании, на которое очень рассчитывала Англия.
В 1866 году, в начале Австро-прусско-итальянской войны, Друэн де Люис высказался за расторжение прежнего Германского союза и образование нового с исключением из него как Пруссии, так и Австрии, причем первая получала Шлезвиг-Голштинию, Мекленбург, Гессен и Брауншвейг, но должна была отказаться от левого берега Рейна; Западная и Южная Германия должна была признать протекторат Франции. 6 августа 1866 года он потребовал от Бисмарка соблюдения границ 1814 года, баварских и гессенских владений на Рейне, отмены права Пруссии иметь гарнизон в Люксембургской крепости и отзыва прусского гарнизона из Майнца. Когда Бисмарк отклонил все эти требования, Наполеон III не рискнул объявить войну, а де Друэн де Люис был выставлен единственным виновником неудачи и отправлен отставку. С этих пор он не играл более значимой политической роли.